# Каноника (Кампобасо)
Каноника (итал. Canonica) је насеље у Италији у округу Кампобасо, региону Молизе.
Према процени из 2011. у насељу је живело 94 становника. Насеље се налази на надморској висини од 544 м.